# Parafia Najświętszego Serca Pana Jezusa w Aktau
Rzymskokatolicka parafia Najświętszego Serca Pana Jezusa w Aktau – rzymskokatolicka parafia w Aktau (obwód mangystauski) w Kazachstanie. Wchodząca w skład Administratury Apostolskiej Atyrau.

## Historia
30 czerwca 2006 do posługi w Aktau został skierowany z pochodzenia Białorusin ks. Aliaksandr Kalinouski, a pierwszą Mszę świętą celebrował w tym mieście 11 lipca 2006.
10 stycznia 2007 biskup Janusz Kaleta, Administrator apostolski Atyrau, erygował w mieście Aktau rzymskokatolicką parafię pw. Najświętszego Serca Pana Jezusa. 26 marca 2007 parafia została oficjalnie zarejestrowana przez władze Kazachstanu.
W sierpniu 2007 przybyli do Aktau świeccy misjonarze z Neokatechumenatu: małżeństwo Gonzalez Trigo Jose Maria i Montero Manzano Maria Mercedes z czwórką dzieci, zaś w październiku 2007 dołączyła do nich rodzina Villacura Rios. Po kilku latach, w wyniku trudności formalnych, rodziny opuściły Kazachstan.
Do 11 kwietnia 2021 w parafii przez trzy lata posługiwał ks. Ruslan Mursaitov jako wikariusz.

Parafia nie posiada własnego kościoła, a liturgia była sprawowana, do jesieni 2021 roku, w prywatnym mieszkaniu. Od tego czasu nabożeństwa odprawiane są w domu parafialnym. 

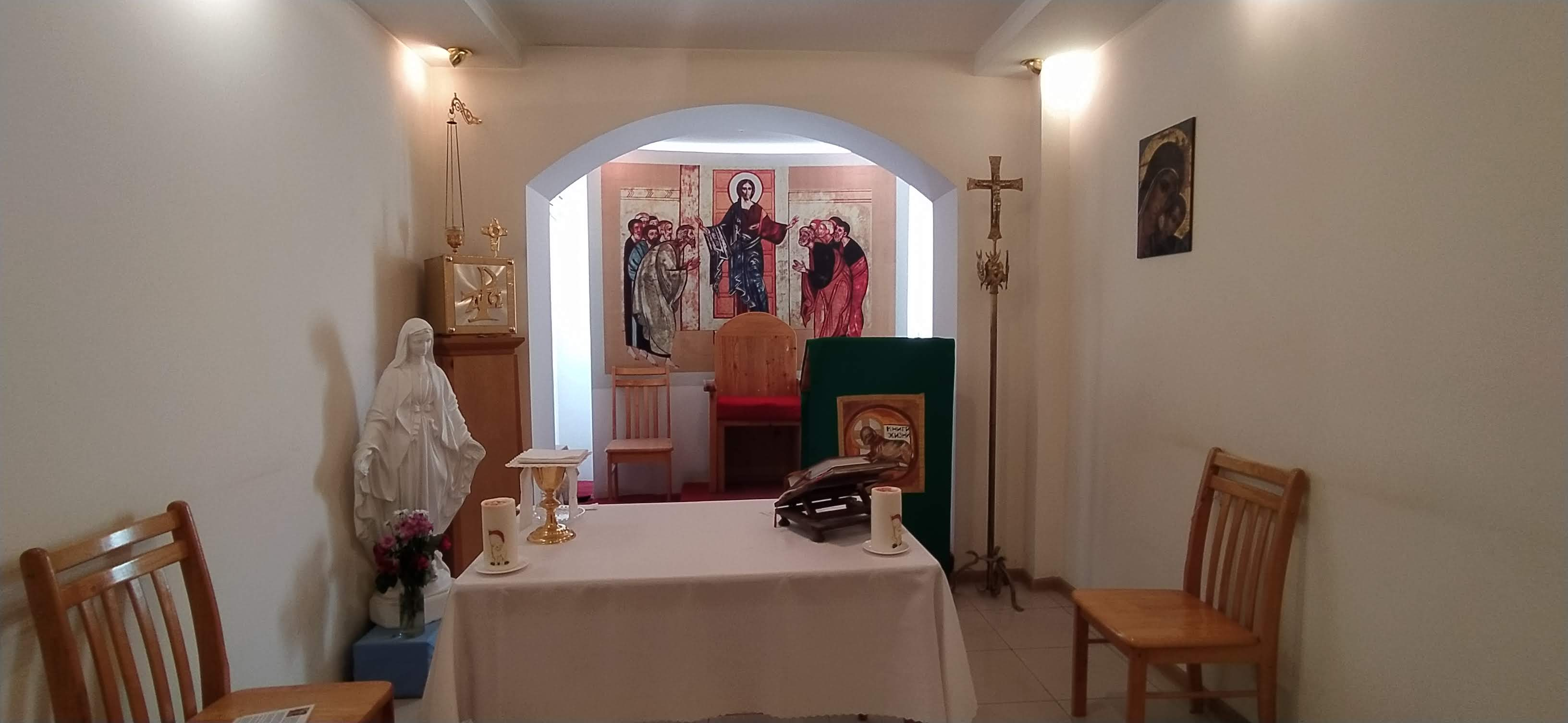
Prezbiterium kaplicy w Aktau

## Duszpasterze
- Ks. Aliaksandr Kalinouski[3][4] – proboszcz od 30 czerwca 2006
- Ks. Lacapag Ronald Lamban – wikariusz od 18 kwietnia 2022